# Jakab Salgó
Jakab Salgó (do 1885 Jakab Weisz, ur. 16 sierpnia 1849 w Peszcie, zm. 29 czerwca 1918 w Budapeszcie) – węgierski lekarz psychiatra, pionier psychiatrii sądowej na Węgrzech. Studiował medycynę na Uniwersytecie w Peszcie i Uniwersytecie Wiedeńskim, tytuł doktora medycyny otrzymał w 1874 roku. Był asystentem na oddziale psychiatrycznym Szpitala Miejskiego w Wiedniu u Leidesdorfa. W 1879 habilitował się na Uniwersytecie Wiedeńskim. W 1884 został prymariuszem zakładu psychiatrycznego Lipótmező.

## Wybrane prace
- Werth und Bedeutung der Reformbestrebungen in der Psychiatrie. Stuttgart 1877
- Die cerebralen Grundzustände der Psychosen. Stuttgart: Enke, 1877
- Az alkoholizmus törvényszéki jelentősége. Bécs 1889
- Az elmekórtan tankönyve. Budapest 1890